# Церемония открытия зимних Паралимпийских игр 2014
Церемония открытия зимних XI Паралимпийских Игр состоялась 7 марта 2014 года на Олимпийском стадионе «Фишт» в Сочи, символично началась в 20:14 по московскому времени и продолжалась более двух часов.
Официально Игры открыл Президент Российской Федерации Владимир Путин. Также с приветственным словом выступили Президент Оргкомитета «Сочи 2014» Дмитрий Чернышенко и президент Международного Паралимпийского комитета Сэр Филип Крейвен.
Церемония велась на русском и английском языках.

## Анимационные вставки
В трансляцию были вставлены эпизоды, нарисованные мультипликатором Александром Петровым.

## Национальный гимн
Сводный хор исполнил гимн Российской федерации во время поднятия флага Российской Федерации, который принесли флаг восемь человек: Владимир Спиваков, Алексей Немов, Валерий Купчинский, Римма Баталова, Дина Корзун, Владимир Киселёв, Любовь Васильева, Петр Буйлов.

## Парад наций
Команды стран-участниц входили на стадион согласно их названиям в русском алфавите. Парад сопровождался мелодиями из советских кинофильмов. Сборную Украины представлял один спортсмен, так как остальные отказались участвовать в знак протеста. Сборная России шла по стадиону под песни «Давай за…» группы «Любэ» и «Последнее письмо» группы «Наутилус Помпилиус». Флаги несли известные спортсмены. Флагоносцем сборной России стал горнолыжник Валерий Редкозубов.

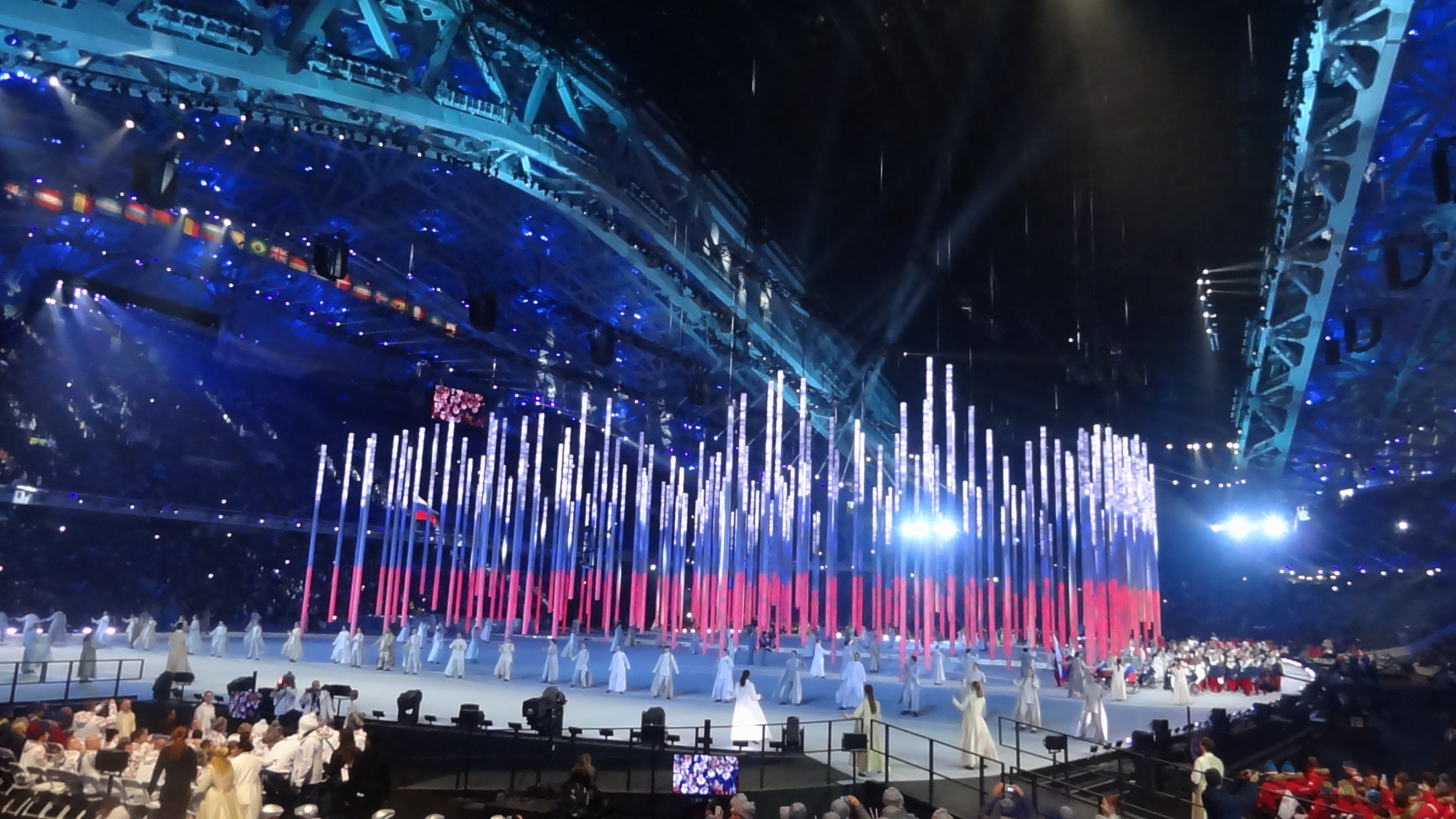
Церемония открытия зимних Паралимпийских игр 2014

## Художественное оформление
- флаг Российской Федерации, составленный движущимися артистами балета «Тодес»;
- балетный номер, в ходе которого была составлена композиция в виде факела эстафеты Паралимпийских игр[3];
- «светодиодный лес», который представлял собой композицию из 204 световых трубок высотой 12 метров каждая;
- декорация «Ледокол». С корабля пела Мария Гулегина;
- актеры расположились в виде слов «Вместе» и «Together»;
- затем они составили эмблему Паралимпийских игр — символ Агитос;
- люди в костюмах Жар-птицы висели над сценой[4].

## Музыкальное оформление
Музыкант из Канады Андре-Анн Джинграс-Рой исполнила на стеклянном органе вариации «Феи Драже» и «Вальса снежинок» Петра Чайковского.
Во время театрализованного действия танцоров-колясочников пела Юлия Самойлова — песня «Вместе».
Паралимпийский флаг был вынесен под музыку «Марш жизни II».
Во время свадебного номера с танцами на столе звучали цыганские романы под музыкальный аккомпанемент незрячего музыканта Алексея Левчука.
С ледокола «Мир» пела Мария Гулегина — песня «Казачья колыбельная».
Заключительный фейерверк прошел под музыку Чайковского.

## Олимпийские символы

### Флаг
На арену «Фишта» флаг вынесли 8 представителей России — Андрей Строкин, Маргарита Гончарова, Ирек Маннанов, Александр Неумывакин, Егор Бероев, Елена Лозко, Анна Федермессер, Елизавета Глинка.

### Клятвы
Клятвы принесли представители спортсменов, судей и тренеров:
- от спортсменов — Валерий Редкозубов;
- от судей — Елена Мокерова;
- от тренеров — Александров Назаров.

## Зажжение огня
Эстафету заканчивали на стадионе известные спортсмены Алексей Ашапатов, Ольга Семенова, Тарас Крыжановский и Оксана Савченко.
Огонь зажгли Олеся Владыкина и Сергей Шилов.